# 薩韋爾納

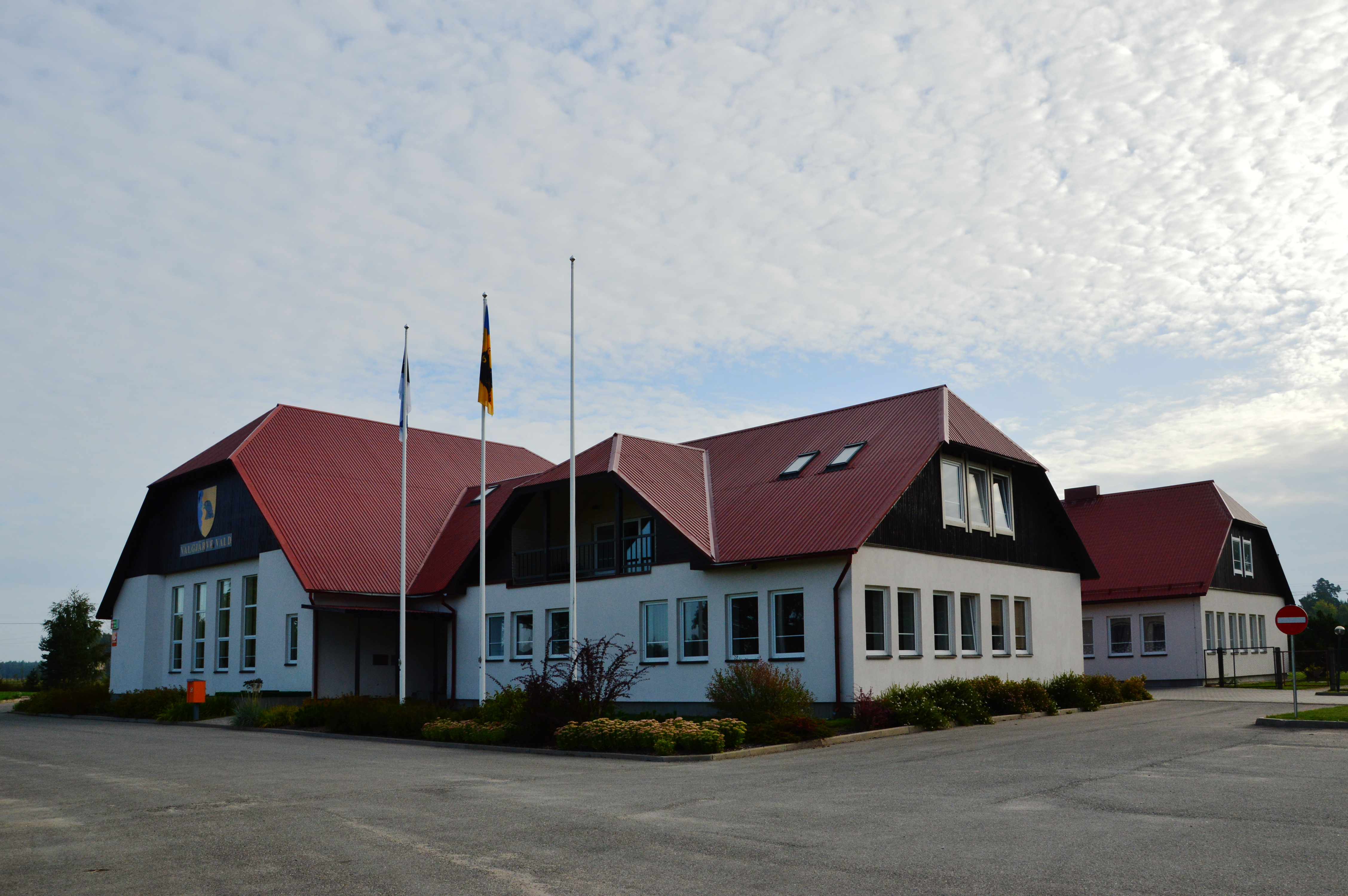

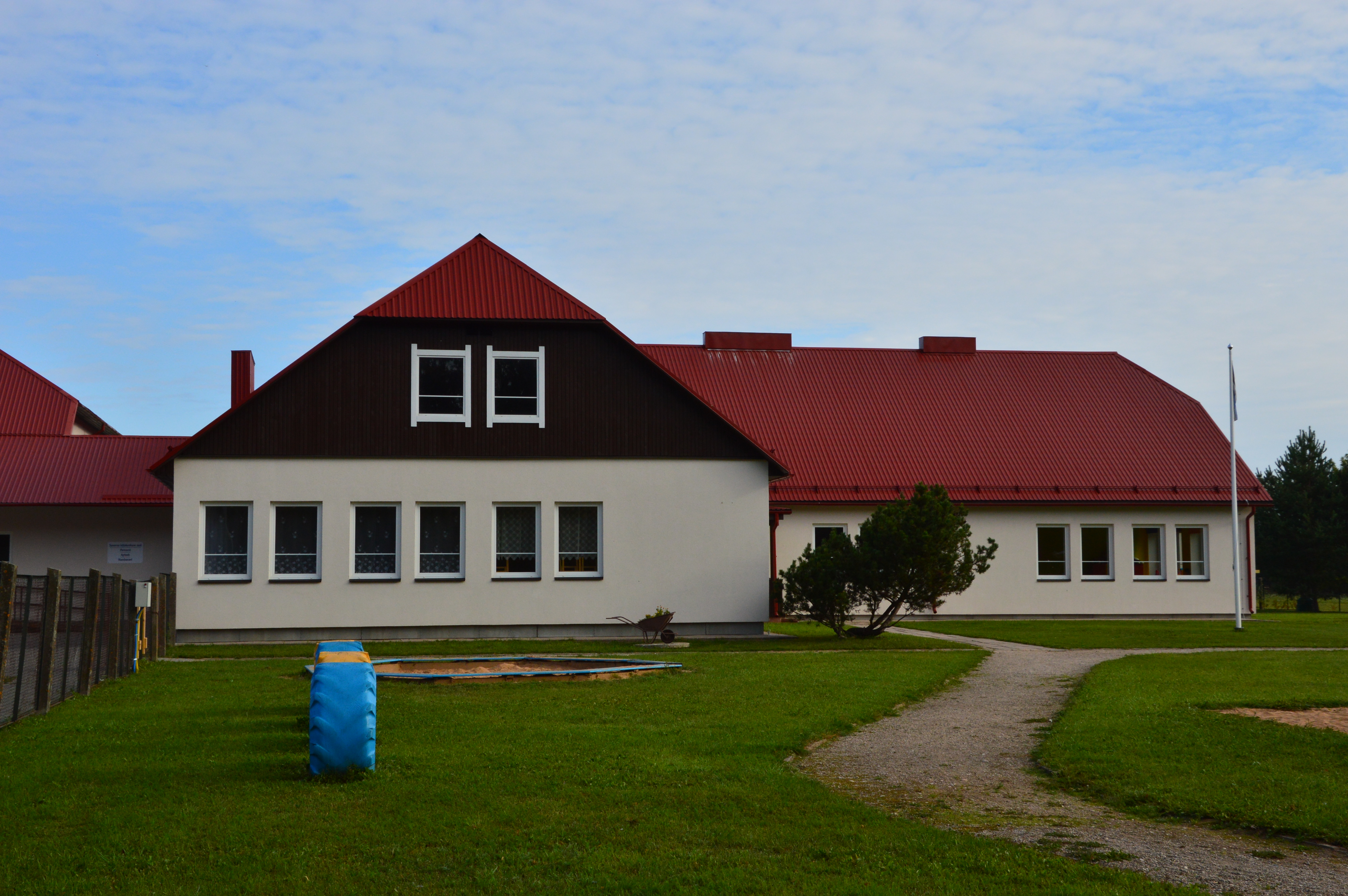

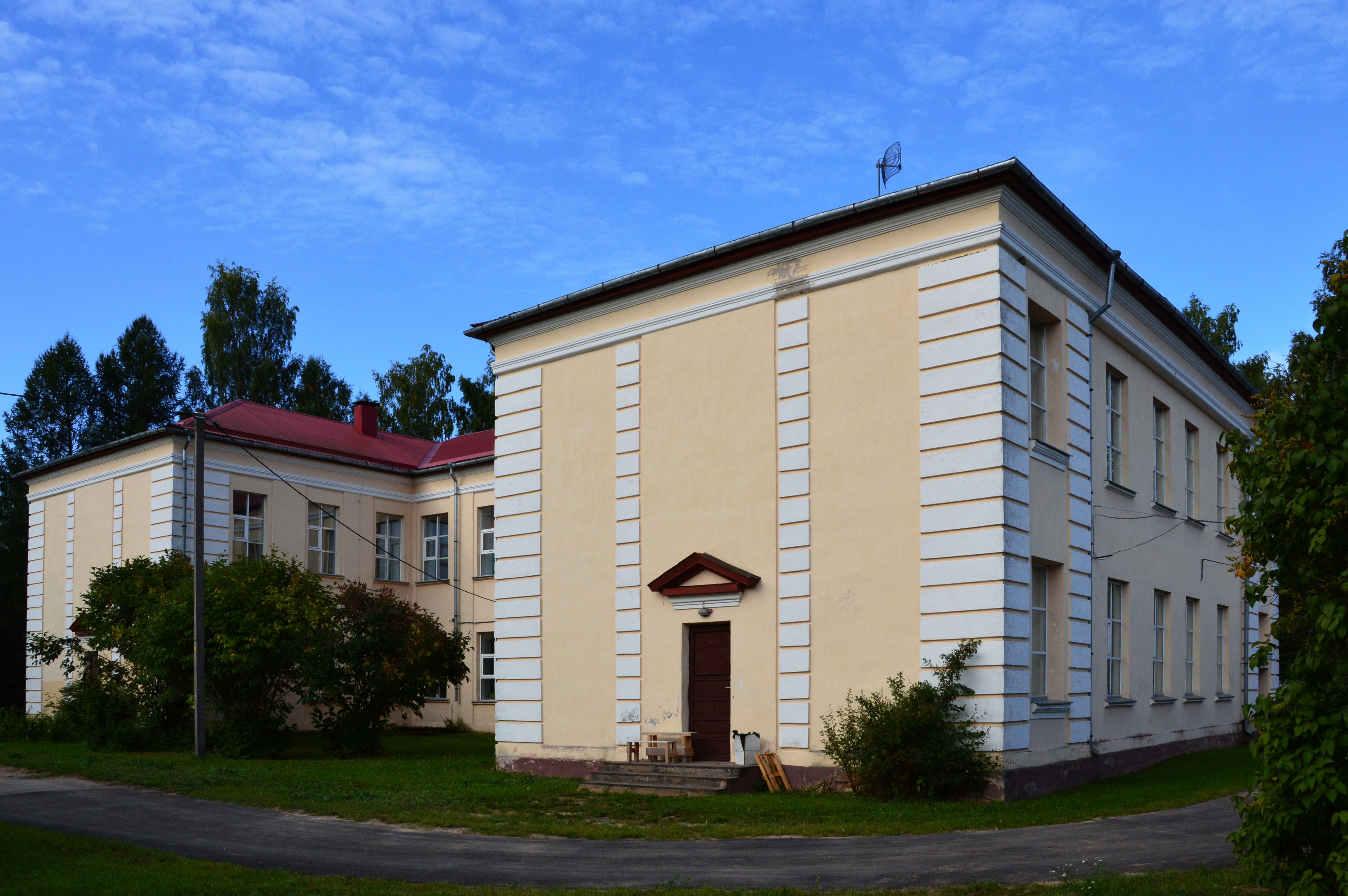

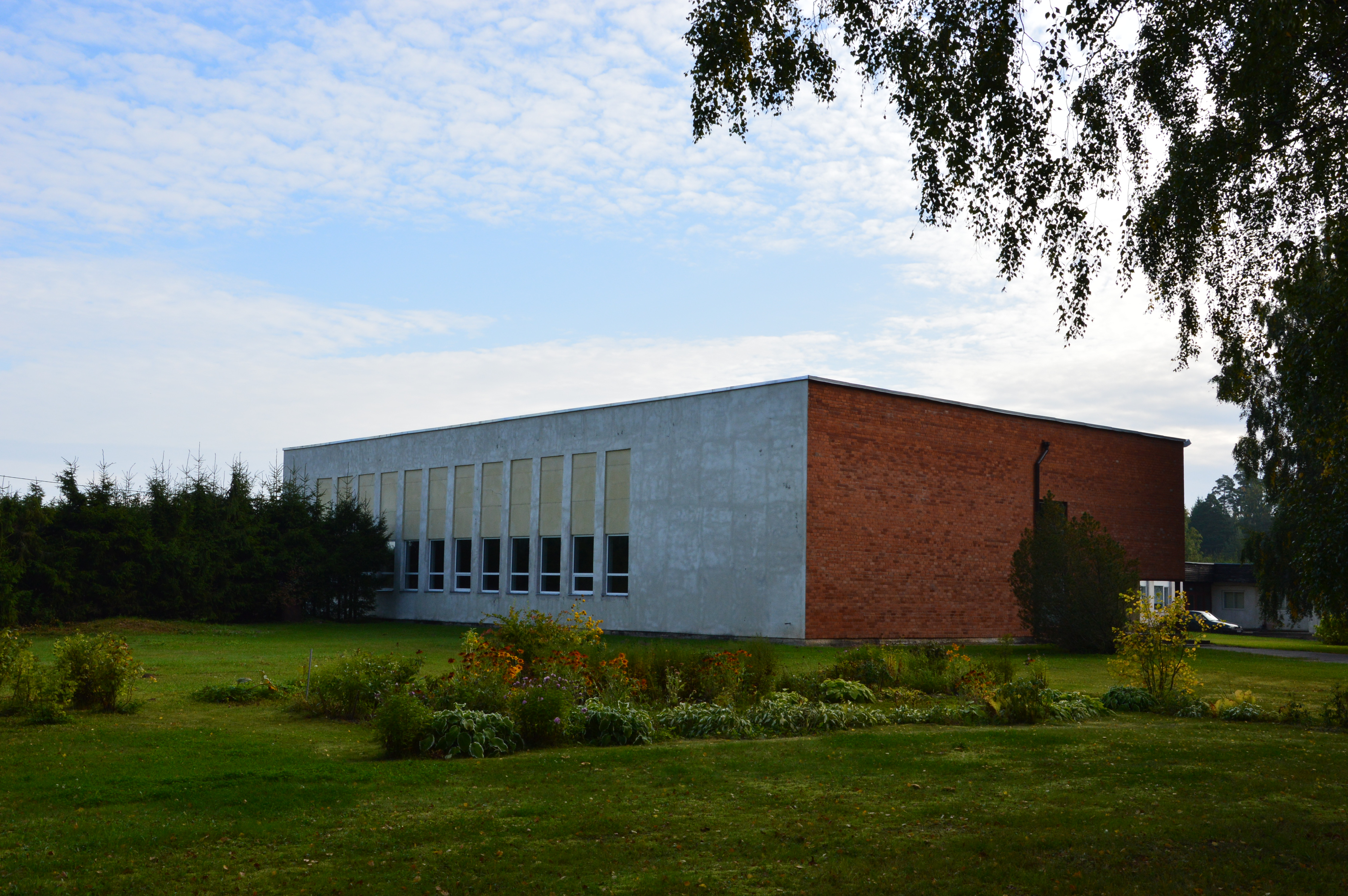

薩韋爾納，是愛沙尼亞珀爾瓦縣卡内皮市镇内的村庄，位於該國東南部，曾是原瓦爾格耶爾韋市镇的行政中心，處於首都塔林東南面190公里，海拔高度131米，2012年該村庄人口398。
58°04′N 26°43′E / 58.067°N 26.717°E